# Vladislavci
Vladislavci är en ort i Kroatien.   Den ligger i länet Baranja, i den östra delen av landet, 210 km öster om huvudstaden Zagreb. Vladislavci ligger 85 meter över havet och antalet invånare är 1 245.
Terrängen runt Vladislavci är mycket platt. Runt Vladislavci är det ganska tätbefolkat, med 62 invånare per kvadratkilometer. Närmaste större samhälle är Osijek, 13,8 km nordost om Vladislavci. Trakten runt Vladislavci består till största delen av jordbruksmark.